# Arnold Schönberg

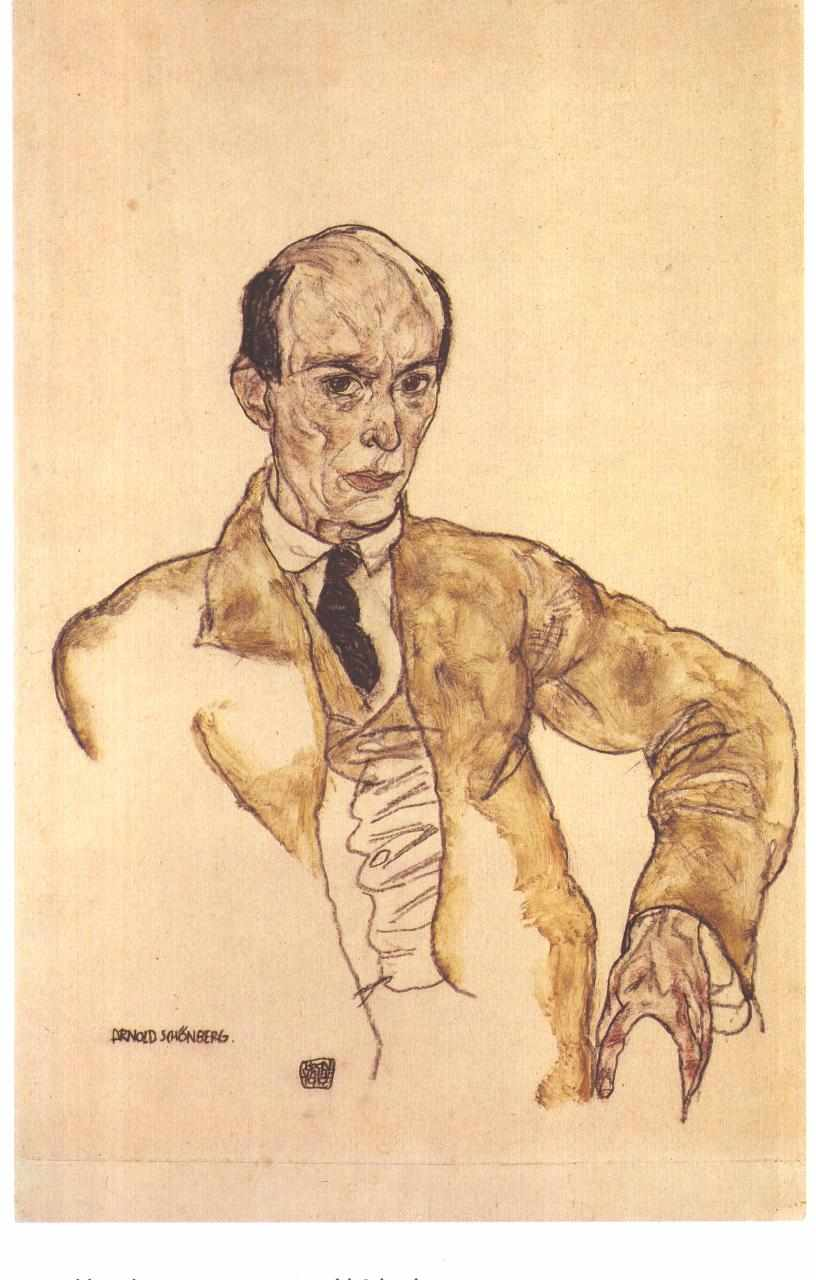
Retrato del compositor por Egon Schiele

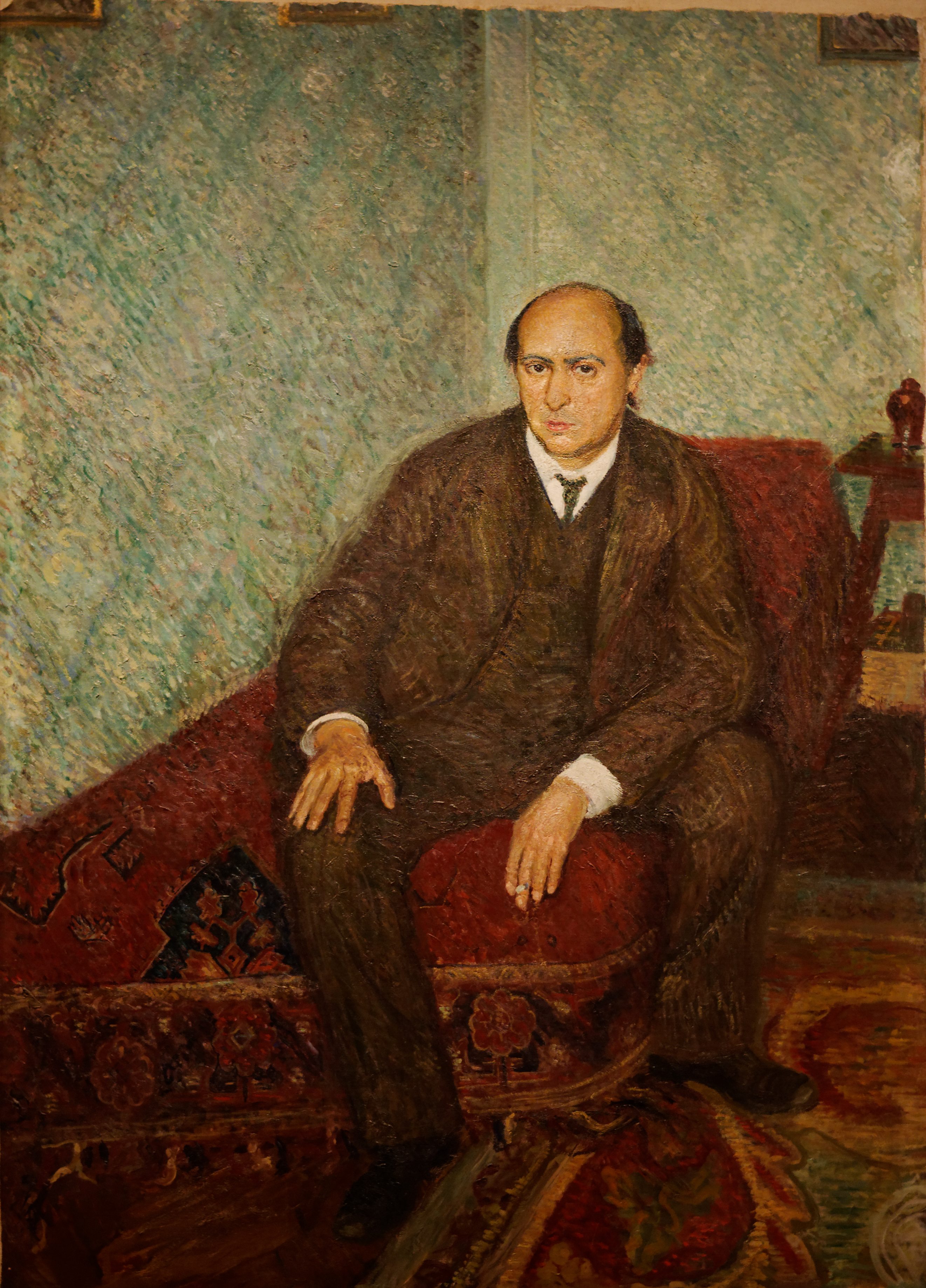
Retrato por Richard Gerstl

Arnold Schönberg (Viena, 13 de septiembre de 1874-Los Ángeles, 13 de julio de 1951) fue un compositor, teórico musical y pintor austriaco de origen judío. Desde que emigró a los Estados Unidos, en 1934, adoptó el nombre de Arnold Schoenberg, y así es como suele aparecer en las publicaciones en idioma inglés y en todo el mundo. 
Es reconocido como uno de los primeros compositores en adentrarse en la composición atonal, y especialmente por la creación de la técnica del dodecafonismo basada en series de doce notas, abriendo la puerta al posterior desarrollo del serialismo de la segunda mitad del siglo XX. Además, fue el líder de la denominada Segunda Escuela de Viena.

## Biografía
Arnold Schönberg fue hijo de Pauline Nachod (1848-1921), natural de Praga, era profesora de piano y de Samuel Schönberg (1838-1889), un zapatero natural de Hungría. Arnold fue en gran medida autodidacta. Sólo recibió clases de contrapunto del compositor Alexander Zemlinsky, que se convertiría en su primer cuñado. Su carrera musical comenzó precozmente: a los nueve años ya era violinista y compositor autodidacta. Tras la muerte de su padre, en 1889, se vio obligado a cuidar del bienestar de su familia y empezó a trabajar como aprendiz de empleado en el banco Wiener Privatbank Werner & Co. Durante estos años, solo podía satisfacer su pasión por la música mirando de lejos los conciertos al aire libre realizados en parques como el Augarten o el Wiener Prater. Invertía parte de su sueldo en numerosas funciones de ópera y, de entre todas, prefería siempre las de Richard Wagner.
Según sus memorias, Schönberg debe su persistente desarrollo artístico a tres personas: Oskar Adler, quien le transmitió conocimientos básicos de teoría musical, poesía y filosofía; David Joseph Bach, quien despertó en Schönberg una amplia conciencia ética y moral, así como una oposición hacia lo común y lo popular; y finalmente Alexander von Zemlinsky, que conoció a Schönberg por su ingreso como violonchelista en la orquesta amateur “Polyhymnia”, en 1885. El director de orquesta reconoció el talento de Schönberg y, en 1898, lo ayudó en la interpretación (exitosa) del Primer Cuarteto para cuerdas en Re menor en la Sala Bösendorf de la Sociedad Musical de Viena. Pese al hecho de que Schönberg tomó clases de composición con Zemlinsky por algunos meses, consideraba haber aprendido más a través del estudio de las obras de los grandes compositores, sobre todo, las de Johannes Brahms, Richard Wagner, Gustav Mahler, Johann Sebastian Bach y Wolfgang Amadeus Mozart.
A través de Zemlinsky, Schönberg pudo echar raíces en el ambiente musical de Viena y sus alrededores. Después de su salida del banco, asumió la dirección del Coro “Freisinn” de Mödling y del Coro Masculino de Canto de Meidling, así como el puesto de maestro del Coro de metalúrgicos de Stockerau.
El 7 de octubre de 1901, en una oficina de Registro Civil de Bratislava, Schönberg contrajo matrimonio con la hermana de Zemlinsky, Mathilde, quien había quedado embarazada en la primavera del mismo año. El matrimonio religioso tuvo lugar once días después en la iglesia protestante de la calle Dorotheergasse, en Viena. Arnold Schönberg y Mathilde Zemlinsky tuvieron dos hijos: Gertrud (1902-1947), y Georg (1906-1974).
La primera discípula de Schönberg fue Vilma von Webenau, a quien dio lecciones de armonía y composición a partir de 1898/99, y que incluso lo siguió a Berlín luego de su mudanza en diciembre de 1901. En esta ciudad, Schönberg comenzó a dictar clases de armonía en el Conservatorio Stern en 1902, por invitación de Richard Strauss; sin embargo, solo un año después regresó a Viena, donde entabló una relación personal con Gustav Mahler.
En 1904 cofundó la Sociedad de Compositores; Anton Webern y Alban Berg se convirtieron en sus discípulos.
Los años que siguieron, previos al estallido de la Primera Guerra Mundial, se caracterizaron por la composición de obras notables. A este periodo pertenecen sus dos primeros Cuartetos para cuerda y la Primera Sinfonía de Cámara (1907-1908), cuyos estrenos provocaron gran polémica, también se ubican en esta época sus Gurre Lieder (Las canciones de Gurre), el Tratado de Armonía (1911) y el ciclo de canciones Pierrot Lunaire (1912).
En 1910 fue rechazada su solicitud para ocupar una cátedra en composición musical en la Academia de Viena, y volvió a Berlín un año después como docente del Conservatorio Stern. En 1915 fue llamado al ejército y preparado como oficial de reserva. Sin embargo, Schönberg fue enviado a la reserva antes de ser llamado a las filas nuevamente en 1917. Completó su tiempo de servicio en una capilla militar.

### Después de la Primera Guerra Mundial
Tras el final de la guerra, Schönberg fundó en Viena la Sociedad para Interpretaciones Musicales Privadas, la cual tomó la misión de ofrecer obras nuevas y/o consideradas significativas por Schönberg y su círculo. Las obras de numerosos compositores, como Béla Bartók, Ferruccio Busoni, Claude Debussy, Gustav Mahler, Hans Pfitzner, Maurice Ravel, Max Reger, Aleksandr Skriabin, Richard Strauss e Ígor Stravinski, fueron incluidas en los programas de conciertos organizados por la Sociedad. A la ejecución de trabajos sinfónicos siguieron obras para orquesta de cámara, las cuales continúan interpretándose hasta nuestros días.
En 1923 sintetizó su método de composición con doce sonidos (música dodecafónica), y publicó sus primeras obras compuestas con esta técnica. Tras la muerte de su esposa, Mathilde, el 18 de octubre de aquel año en Mödling, contrajo matrimonio con la hermana de su discípulo Rudolf Kolisch, Gertrud Kolisch, el 28 de agosto de 1924. Tuvo con ella tres hijos: Nuria (en 1932, quien sería luego esposa del compositor Luigi Nono), Ronald (1937) y Lawrence (1941).
Debieron pasar muchos años antes de que Schönberg fuera un compositor plenamente reconocido. En 1925 fue convocado por el compositor Georg Schumann a la Academia de las Artes de Prusia, donde se hizo cargo del curso de maestría en composición. Fue retirado del puesto por la legislación nazi en septiembre de 1933 debido a motivos racistas, razón por la cual volvió a profesar la fe judía que había abandonado en su juventud. Emigró a los Estados Unidos un mes después.

### En los Estados Unidos
Tras pasar un año en Boston y Nueva York, Schönberg fue profesor por varios años, al principio en la Universidad del Sur de California y luego en la Universidad de California, en Los Ángeles. En 1941 obtuvo la nacionalidad estadounidense. En los Estados Unidos, Schönberg completó algunos de sus trabajos más conocidos, entre los que se encuentran su Cuarteto de Cuerda Nº 4 (1936), la musicalización para la oración del Kol Nidre (1939), un Concierto para piano (1942), así como Un superviviente de Varsovia (1947) para orador, coro masculino y orquesta, que trata sobre las experiencias de un hombre en el gueto de Varsovia. También escribe en esta época cuatro libros teóricos: Models for Beginners in Composition (Modelos para Principiantes en Composición, 1943), Structural Functions of Harmony (Funciones estructurales de armonía, 1954), Preliminary Exercises in Counterpoint (Ejercicios preliminares de contrapunto, 1963) y Fundamentals of Musical Composition (Fundamentos de la Composición Musical, 1967). De 1948 a 1950 mantuvo discrepancias con Thomas Mann sobre la novela de este último Doktor Faustus, en la que se aludía a la música dodecafónica. Con la muerte de Schönberg, el 13 de julio de 1951, quedaron inconclusas tres de sus obras de contenido religioso, específicamente la cantata La escalera de Jacob, la ópera Moisés y Aarón y el ciclo Salmos Modernos. Sin embargo, Moisés y Aarón obtuvo un gran éxito al representarse en dos actos. La dramática confrontación entre profeta y sacerdote constituye uno de los trabajos más expresivos de la obra de Schönberg.
El 14 de septiembre de 1949 recibió el certificado de ciudadanía de su ciudad natal, Viena. Falleció en 1951 debido a una afección cardiaca, luego de haber sufrido un ataque al corazón en 1946. Está enterrado en el Cementerio Central de Viena (Grupo 32 C, Nr. 21 A)
El extenso legado de Schönberg (manuscritos musicales, manuscritos de texto, fotografías históricas, su biblioteca, etc.) se conservó en un principio en el Instituto Arnold Schoenberg de la Universidad de California del Sur, en Los Ángeles. En 1998 este material fue cedido al Centro Arnold Schönberg de Viena, donde puede ser consultado con fines de investigación.

## Obras e influencia
Arnold Schoenberg planteó una de las grandes revoluciones estéticas del siglo XX convencido de que continuaba la tradición alemana. Le interesaba inscribirse dentro de una tradición cultural arraigada para apoyarse en algo conocido y seguro, antes de saltar al vacío y abandonar definitivamente la tonalidad funcional. Así, llevaría el cromatismo wagneriano a su punto culminante, hasta desintegrar el sistema y crear otro nuevo, basado en reglas muy diferentes, alejadas de la tensión entre armónicos que había reinado durante tres siglos en la música occidental.
Profundamente influido por la corriente wagneriana que impregnó el fin del siglo, y también por las obras de Johannes Brahms, quien le servía como modelo para teorizar el lugar de la razón en el arte, las primeras composiciones de Schönberg se sitúan en el posromanticismo, y presentan las características propias de esta época: orquestación recargada y composiciones que toman elementos de otros géneros artísticos, a menudo de la literatura (el sexteto de cuerdas Noche transfigurada, el ciclo de canciones Gurrelieder, el poema sinfónico Pelleas y Melisande y la composición coral Paz en la Tierra). Muchas de sus obras se estrenaron en la Sala de la Sociedad Musical de Viena. Otros trabajos importantes de esta época fueron su Sinfonía de cámara n.º 1 para 15 instrumentos (1906) y su Sinfonía de cámara n.º 2 para 19 instrumentos, que si bien comenzó este mismo año, no completó hasta 1939.
Sus postulados teóricos, parecidos a los de Stravinsky, tienen diferentes consecuencias: el arte no expresa ni transmite otra cosa que arte. Se trata del arte por el arte. Schoenberg buscaba que cada sonido y cada intervalo entre sonidos tuvieran un valor en sí mismos independientemente de su funcionalidad tonal. Su preocupación fundamental fue lograr una concepción que estuviera caracterizada por las ideas de integridad y totalidad.
Su música deja de situarse en el sistema tonal mayor-menor a partir de 1908, es decir, que a partir de ese momento su música se vuelve atonal (Cuarteto para cuerda n.º 2). Schönberg rechazaba esta denominación, y prefería el término “politonal”. Más tarde, los conceptos de “atonal” y “atonalidad” se impusieron. Sin embargo, son aún muy discutidos en la música, y no deben considerarse sinónimos.
Esta fase, conocida como la “Libre atonalidad”, condujo las ideas de Schönberg sobre composición a un callejón sin salida, ya que necesitaba nuevos catálogos de material y de reglas para cada nueva composición. Luego de numerosos intentos, escribió a su discípulo Josef Rufer en julio de 1921: «Hoy he realizado un descubrimiento que asegurará la supremacía de la música alemana durante los próximos cien años».
En 1921, Schönberg desarrolló en Modling su “Método de composición con doce sonidos”, también conocido como “dodecafonía”. Este método nació independientemente del desarrollado por el compositor Josef Matthias Hauer, quien desarrollara también una técnica de composición dodecafónica que tiene algunos conceptos en común con el método de Schönberg, como la división hexacordal, que Hauer llamaba "Tropo", pero sin la solidez constructiva de la interválica del de Schönberg. Con este nuevo sistema Schönberg creyó ser capaz de plantear una estructura interna teórica para cada obra. Concebido inicialmente como una solución personal para un conflicto personal, el método dodecafónico fue aplicado por algunos de sus discípulos, especialmente por A. Webern, con entusiasmo, a pesar de que Schönberg nunca lo había enseñado en sus clases teóricas. Sus discípulos directos lo explotaron a través del análisis de sus obras. Fue sólo con la publicación de los libros de texto de otro compositor (Krenek) a partir de 1940, y gracias a la vehemente recomendación de Theodor W. Adorno, que el método fue adoptado rápidamente por muchos compositores, entre los que se encontraba Igor Stravinsky. Schönberg empleó el método dodecafónico en sus obras principales hasta el final de su vida. En obras esporádicas, como la Suite en estilo antiguo (en Sol mayor para orquesta de cuerdas, 1934), o en las Variaciones para orquesta de viento en Sol menor op. 43 (1943), volvió a emplear el sistema tonal.
Schönberg era un hombre de letras en todo el sentido de la palabra. Escribió por sí mismo los libretos de sus oratorios y óperas, así como de muchas de sus canciones. Su vasta actividad educativa y una abundante correspondencia, así como la necesidad de defender sus obras y teorías públicamente y de manera continua, fueron elementos decisivos en su formación. Sobre la base de ellos desarrolló un estilo que no admitía contradicción, a menudo polémico, que unía a la claridad analítica un marcado rigor y un énfasis ocasional. Varios de sus ensayos se cuentan entre los textos fundamentales de estética musical del siglo XX.
Es imposible valorar en toda su magnitud la influencia de Schönberg en la música del siglo XX. Su obra brindó un impulso radical a las técnicas de composición y sus fundamentos teóricos, que incluyen desde la atonalidad y la música dodecafónica hasta la música serial y, por último, la música electrónica.

### Discípulos, intérpretes y amigos
En torno a Schönberg se formó un círculo de simpatizantes que sería conocido luego como la Segunda Escuela de Viena, entre los que se encontraban Alban Berg y Anton Webern.
En la primera mitad del siglo XX, intercedieron por Schönberg renombrados intérpretes, como los pianistas Artur Schnabel y Eduard Steuermann, los directores Hans Rosbaud y Hermann Scherschen, así como el cuñado de Schönberg, el violinista Rudolf Kolisch.
Schönberg fue íntimo amigo del arquitecto vienés Adolf Loos, al que había conocido en el salón de Eugenie Schwarzwald. Loos se dedicó de por vida a la representación de las composiciones de Schönberg, algunas de las cuales subvencionaba en secreto (entre las que se encontraba, probablemente, el famoso Concierto del escándalo de 1913 (Concierto de la bofetada)). Adolf Loos fue de mucha influencia en la posición de Schönberg frente a preguntas sobre moral y verdad artística. La demanda de Schönberg, «la música no debe adornar, sino ser verdadera», puede situarse en relación directa con la estética de Loos, y en especial con su lucha contra todas las formas de arte aplicado y a favor de la dignidad de las verdaderas artes plásticas, que tenía la necesidad de “prostituirse” sin ningún reparo para gusto del público.

### Schönberg como pintor
Entre 1906-1912, así como en 1913, Schönberg se dedicó con esmero a la pintura. En vida, sus cuadros ya habían formado parte de diez exposiciones, entre las que se cuenta la exposición El Jinete Azul (Der Blaue Reiter), iniciada por su colega y amigo Vasili Kandinski. Muchas declaraciones críticas, a despecho de su diletantismo, brindaron a las obras escultóricas un mayor significado a partir de su muerte. Schönberg ocupa en la actualidad, por su propio mérito, una posición entre los principales pintores de la época como Oskar Kokoschka, Egon Schiele, Richard Gerstl, Gustav Klimt, Max Oppenheimer y Albert Paris Gütersloh.
En cuanto al contenido, los 361 cuadros de la vasta obra de Schönberg se clasifican en varios géneros: junto a numerosos retratos y autorretratos destacan sus “Visiones” y “Miradas”, en los que se encuentra una alta expresividad; asimismo, existe una serie de paisajes y borradores de decorados para sus propias obras. Al igual que en sus composiciones musicales, el estilo de composición de sus cuadros realizados entre 1906 y 1911 es libre. Schönberg no pinta para producir un cuadro “bonito”, sino para «fijar sus sensaciones subjetivas» (Vasili Kandinski). Estos cuadros deben ser vistos como el resultado de sus necesidades interiores.
En oposición a su actividad compositora, que alcanzó a dominar a través del estudio autodidacta de los “antiguos maestros”, Schönberg se consideraba un aficionado en el terreno de la pintura. No poseía formación teórica ni estética, pero según algunas declaraciones era un buen dibujante, con un manejo adecuado de las proporciones y medidas. Las fuentes disponibles no establecen hasta qué punto Schönberg relacionaba su pintura con su música. En 1913, declaró al respecto: «Mi pintura y mi música no tienen nada en común. Mi música es el resultado de una teoría puramente musical y sólo debe ser valorada tomando en cuenta su naturaleza musical» y en 1949: «para mí, fue igual que componer. Me dio la posibilidad de expresarme, de comunicar mis emociones, ideas y sentimientos; tal vez ésta sea la clave para entender estos cuadros, o también para no entenderlos». En efecto, este parece haber sido un medio expresivo, basado en la afición de Schönberg, para que su faceta de pintor se diferenciara de la de compositor. La estructura de su obra musical, considerada exigente tanto expresivamente como desde el punto de vista teórico, no tiene relación con la espontaneidad inmediata de sus pinturas.
Las obras pictóricas de Schönberg
- Autorretrato en azul (1910)
- Autorretrato (1908)
- Bund (Alianza - 1910)
- Denken (Pensamiento – 1910)
- Paisaje (1910)
- Escena invernal (1910)
- Retrato de mujer (1910)

### Fobias
Schönberg sufría de triscaidecafobia, es decir, de temor al número 13. Contrajo esta fobia, posiblemente, en 1908, con la composición de las trece canciones del ciclo Das Buch der Hängenden Gärten Op. 15, basadas en poemas de Stefan George. Su ópera Moses und Aron se titulaba originalmente Moses und Aaron (con las dos aes del nombre de Aarón), pero así el título contenía trece letras, por lo que lo modificó. Su naturaleza supersticiosa le llevó a estar convencido de que iba a morir un año que fuera múltiplo de trece, según aseguraba Katia Mann.

### Alianzas, diseños e invenciones
Schönberg concibió en los años 20 un ajedrez de Alianzas, conocido como variante del ajedrez para cuatro jugadores. Este se juega sobre un tablero de 10 x 10 y de 36 fichas hechas por él mismo con materiales simples. Durante una visita del maestro de ajedrez Emanuel Lasker, Schönberg ocultó su invento y comentó “Ver este ajedrez sería tan malo para Lasker como para mí escuchar una composición que él hubiera hecho”.
Asimismo, existen diversos diseños de muebles y planos para una máquina de escribir mecánica, naipes diseñados por él mismo, y un método de documentación escrita para un partido de tenis (Schönberg era un apasionado jugador de este deporte). Además, Schönberg mejoró y adaptó materiales de oficina para su trabajo diario, entre los que se cuenta un Rastral para hacer las cinco líneas del pentagrama simultáneamente, un atril portátil que no ocupaba mucho espacio, una regla de cálculo dodecafónica en varios diseños, un rollo de cinta adhesiva, un soporte para lápices y muchos inventos más.

## Su obra

### Óperas
- Erwartung (La espera) op. 17 (1909). Monodrama en un acto. Libreto: Marie Pappenheim. Estreno 6 de junio de 1924 en Praga (Deutsches Theater; Director: Alexander von Zemlinsky; con Marie Gutheil-Schoder [1874-1935] [La Mujer])
- Die glückliche Hand (La mano bendecida) op. 18 (1910-1913). Drama con música. Libreto: Arnold Schönberg. Estreno 14 de octubre de 1924 (Ópera Popular de Viena, Director: Fritz Stiedry)
- Von Heute auf Morgen (De hoy a mañana) op. 32 (1928-1929). Ópera en un acto. Libreto: Max Blonda (= Gertrud Schönberg). Estreno 1 de febrero de 1930 en Fráncfort (Ópera; Director: William Steinberg; Director escénico: Herbert Graf [1903-1973])
- Moses und Aron. (Moisés y Aarón) Ópera en 3 actos (Fragmento; 1926-1932). Libreto: Arnold Schönberg. Estreno (en concierto) 12 de marzo de 1954 (salón Musikhalle Hamburg; radio Nordwestdeutscher Rundfunk; Director: Hans Rosbaud), (escénico) 6 de junio de 1957 en Zúrich (Teatro municipal; Director: Hans Rosbaud)

### Música vocal
- Zwei Gesänge (Dos Cantos) op. 1 para un barítono y piano (1898). Texto: Karl von Levetzow (1871-1945)
- Vier Lieder (Cuatro canciones) op. 2 para una voz y piano (1899)
- Brettl-Lieder (Canciones Brettl) (1901) para canto y piano
- Sechs Lieder (Seis canciones) op. 3 para una voz media y piano (1899-1903)
- Deinem Blick mich zu bequemen (1903). Canción para una voz y piano. Texto: Johann Wolfgang von Goethe
- Acht Lieder (Ocho Canciones) op. 6 (1903-1905) para una voz y piano
- Sechs Orchesterlieder (Seis canciones con orquesta) op. 8 (1903-1905)
- Drei kanonische Chöre (Tres coros canónicos) para 4 voces (1905). Textos: Johann Wolfgang von Goethe (Habl)
- Friede auf Erden (Paz en la Tierra) op. 13 para coro mixto a capela (1907). Texto: Conrad Ferdinand Meyer
- Zwei Lieder op. 14 (1907-1908) para voz y piano
- Das Buch der Hängenden Gärten (El libro de los jardines colgantes), ciclo de quince canciones (1908-1909). Texto: Stefan George
- Gurrelieder (1900-1911). Cantata para solista, coro y orquesta. Textos: Jens Peter Jacobsen (de En cactus springer ud), en alemán por Robert Franz Arnold. Estreno: 23 de febrero de 1913 en Viena (Sociedad musical, Gran salón; Anna Bahr-Mildenburg [Paloma silvestre], Marya Freund [Tove], Franz Nachod [Waldemar]; Coro Filarmónico. Director: Franz Schreker)
- Pierrot Lunaire op. 21 (1912) para voz y orquesta de cámara (piano, flauta [también piccolo], clarinete [también clarinete bajo], violín [también viola] y violoncelo). Textos: Dreimal sieben Gedichte por Albert Giraud (1860-1929), en alemán por Otto Erich Hartleben.
- Kol Nidre (Sol menor) op. 39 (1938) para orador (rabino), coro mixto y orquesta. Estreno 4 de octubre de 1938 en Los Ángeles (en la víspera del Yom Kipur; dir. Arnold Schönberg)
- Herzgewächse op. 20 (1911) para soprano, celesta, armonio y arpa.

### Música orquestal
- Sinfonía de cámara n.º 1 Op. 9, para 15 instrumentistas ([1906])
- Sinfonía de cámara n.º 2 Op. 38 ([1906])
- Cinco piezas para orquesta (1909)
- Variaciones para orquesta op. 31 (1926-1928)
- Concierto para violín  (1936)
- Concierto para piano (1942).

### Música de cámara
- 4 cuartetos, serenatas, quinteto de viento, trío de cuerdas y el sexteto de cuerdas Verklärte Nacht (Noche transfigurada, Op. 4), 1899)

### Música de piano
- Tres piezas para piano, Op. 11 (1909)
- Seis pequeñas piezas para piano, op 19 (1911)
- Cinco piezas para piano, op. 23 (1921-1923)
- Suite, Op. 25 (1921-1923)
- Piezas para piano, op. 33a y 33b (1931)

## Muestras de audio
- Preludio de Suite para Piano, Op.25
- Erwartung, Op.17